# Прокофьев-Северский, Николай Георгиевич
Николай Георгиевич Прокофьев (творческий псевдоним — Северский) (1870 (или 1875), Тифлис, Российская империя — 1 апреля 1941, Париж, Франция) — русский певец (баритон), актёр, режиссёр, композитор, автор-исполнитель.

## Биография
Из дворян. Отец Николая служил в инженерных войсках, дослужился до чина полковник, участвовал в строительстве Военно-Грузинской дороги.

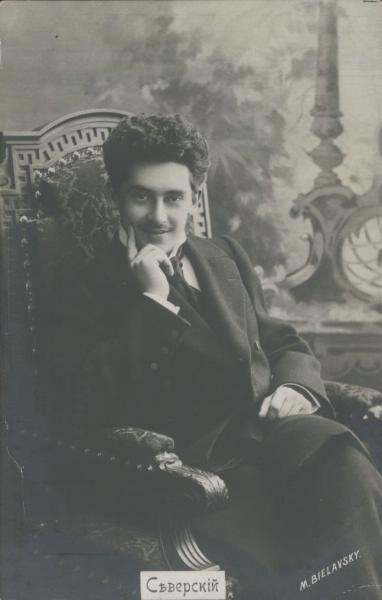
Портрет Николая Северского, около 1900 г.

Известный певец русской оперетты. Автор-исполнитель романсов («Белой акации грозди душистыя», «К чему напрасныя мечты», «Ночи безумныя», «Но я вас все-таки люблю» и др.), исполнял также цыганские романсы. Сыграл заметную роль в развитии характерного для XIX века процесса «цыганизации» русской оперетты. Был популярен с середины 1890-х гг.
Владел театром, играл в «Пассаже». С 1899 года стал ведущим артистом в петербургском театре «Буфф».
Как режиссёр поставил в московском театре Омона спектакль «Цыганские песни в лицах» (1895) и «Новые цыганские песни в лицах» (1900) в Санкт-Петербурге. 
Был одиннадцатым по счету русским летчиком. С 1913 года — один из первых в России обладателей частного самолёта, лётчик-любитель. Во время Первой мировой войны — в чине поручика служил инструктором Офицерской воздухоплавательной школы в Гатчине.
Октябрьскую революцию не принял, стал белым офицером.
После Гражданской войны эмигрировал в Турцию, жил Стамбуле. С 1923 года — в Париже. Вице-председатель Союза русских летчиков во Франции (1924). Входил в правление  Лиги монархистов.
Занимался артистической и режиссёрской деятельностью в Русском театре в Париже. Снимался в немом кино в Италии и Швеции. В 1927 году был режиссёром Русского театра в Париже. Осуществил постановки «Ревизора» Н. Гоголя, пьес А.Репникова «Скука жизни» и «Галлиполи». Одним из первых поставил на Западе «Белую гвардию» («Дни Турбиных») М.Булгакова.
Отец Александра Прокофьева-Северского (1894—1974), русского и американского лётчика, изобретателя, авиаконструктора и видного теоретика боевого применения стратегической авиации, одного из основоположников ВВС США.

## Избранные театральные роли
- Антип — «Цыганские песни в лицах»,
- «Новые цыганские песни в лицах»,
- «Хаджи-Мурат» Деккер Шенка,
- «Ревизор» Н. Гоголя,
- «Скука жизни» А.Репникова,
- «Галлиполи» А.Репникова,
- «Белая гвардия» М.Булгакова.

## Фильмография
- 1924 — Карл XII / Charles XII — царь Пётр I
- 1925 — Карл XII, часть II — царь Пётр I
- 1925 — Адвокат / L’avocat — Граф де Кодрэ, отец
- См. также «Цыганские романсы» (1914)